# Neuroleon seyrigi
Neuroleon seyrigi är en insektsart som först beskrevs av Luisa Eugenia Navas 1933.  Neuroleon seyrigi ingår i släktet Neuroleon och familjen myrlejonsländor. Inga underarter finns listade i Catalogue of Life.